# Salt Island
Salt Island est une petite île unie à Holy Island, elle-même proche d'Anglesey du comté de Gwynedd dans le nord du Pays de Galles. 

## Histoire
L'île a pris son nom grâce à une usine de traitement de l'eau de mer afin d'extraire le sel de mer. Au début du XVIIIe siècle, le sel de mer était souvent mélangé à du sel de roche (souvent introduit en contrebande sur l'île) pour accroître la production de l'usine. Celle-ci a cessé son activité en 1775. 
Un autre bâtiment qui ne se trouvait aussi sur l'île était l'hôpital le Stanley Sailor's Hospital. Cet hôpital a été créé en 1871 par un philanthrope local et initialement prévu pour les marins, avant qu'il devienne rapidement un hôpital général. Il a été repris par le National Health Service en 1948 et  a fermé ses portes en 1987.

## Port et phare
La jetée principale de l'île, celle de l'Amirauté, a été mise en service en 1821 et a servi, dès le début, au trafic des ferrys. L'île fait partie du port de Holyhead qui est desservi par l'Irish Ferries et la Stena Line en direction de l'Irlande pour Dublin et Dun Laoghaire
L'accès de l'île, dans son ensemble, est strictement surveillé et il est pratiquement impossible pour les piétons d'y entrer. 
Il y a eu trois phares sur l'île. Le phare d'Holyhead Mail construit en 1821 en est la phare actuel.